# الرابطة البرلمانية 1947–48
الرابطة البرلمانية 1947–48 (بالإنجليزية: 1947–48 Isthmian League)‏ هو موسم من دوري إسثميان. فاز فيه Leytonstone F.C. ‏.